# Klas Gösta Olsson
Klas Gösta Olsson, född 13 augusti 1945, är en svensk skådespelare.

## Filmografi (urval)
- 1991 - Härlig är jorden
- 1993 - Någonting har hänt
- 1996 - Älvakungen dyker upp
- 1997 - Sven
- 1998 - Den 8:e sången
- 2000 – Sånger från andra våningen
- 2001 - Villospår
- 2002 - Den 5:e kvinnan